# Elimination Chamber 2017
Elimination Chamber 2017 è stata la settima edizione dell'omonimo evento in pay-per-view prodotto annualmente dalla WWE. L'evento, esclusivo del roster di SmackDown, si è svolto il 12 febbraio 2017 alla Talking Stick Resort Arena di Phoenix (Arizona).

## Storyline
Nella puntata di SmackDown del 17 gennaio 2017 il Commissioner Shane McMahon ha annunciato un Elimination Chamber match per l'omonimo pay-per-view con in palio il WWE Championship. Il 29 gennaio 2017 alla Royal Rumble John Cena ha sconfitto AJ Styles diventando il nuovo WWE Champion, per cui sarà lui a dover difendere il titolo nell'Elimination Chamber match. Successivamente sono stati resi noti i nomi degli altri partecipanti: AJ Styles, Baron Corbin, Bray Wyatt, Dean Ambrose e The Miz.
Il 20 novembre 2016 a Survivor Series Nikki Bella non ha potuto partecipare al 5-on-5 Traditional Survivor Series Women's Elimination match poiché è stata attaccata nel backstage e il suo posto è stato preso da Natalya. Dopo aver accusato Carmella, Nikki ha scoperto che era stata in realtà Natalya ad attaccarla e, a seguito di ripetuti attacchi a vicenda, il General Manager Daniel Bryan ha sancito un match tra le due per Elimination Chamber.
Nella puntata di SmackDown del 31 gennaio gli American Alpha (Chad Gable e Jason Jordan) hanno lanciato una Open challenge per lo SmackDown Tag Team Championship, alla quale si sono presentati tutti i team dello show blu. Per questo è stato sancito un Tag Team Turmoil match per lo SmackDown Tag Team Championship per Elimination Chamber tra gli American Alpha, gli Ascension (Konnor e Viktor), i Breezango (Fandango e Tyler Breeze), Heath Slater e Rhyno, gli Usos (Jimmy Uso e Jey Uso) e i Vaudevillains (Aiden English e Simon Gotch).
Nella puntata di SmackDown del 24 gennaio Naomi avrebbe dovuto affrontare Natalya ma il match tra le due non è nemmeno cominciato, poiché la canadese è stata attaccata nel backstage da Nikki Bella. All'incontro, però, si è presentata Alexa Bliss, detentrice dello SmackDown Women's Championship, che però non ha voluto affrontare Naomi. Successivamente, nel Kick-off della Royal Rumble, Becky Lynch, Naomi e Nikki Bella hanno sconfitto Alexa Bliss, Natalya e Mickie James, con Naomi che ha schienato la campionessa Alexa. La scena si è ripetuta anche nella puntata di SmackDown del 31 gennaio, questa volta in un normale Tag team match tra Becky Lynch e Naomi contro Alexa Bliss e Mickie James, con la wrestler di colore che ha schienato nuovamente la campionessa. Un match tra Alexa Bliss e Naomi per lo SmackDown Women's Championship è stato dunque annunciato per Elimination Chamber.
Nella puntata di SmackDown del 20 dicembre 2016 Becky Lynch, travestita da "La Luchadora", ha sconfitto Alexa Bliss in un match non titolato. Nelle settimane successive una lottatrice misteriosa, mascherata come "La Luchadora", è intervenuta per distrarre e sfavorire Becky Lynch. Nella puntata di SmackDown del 17 gennaio 2017 Alexa Bliss ha sconfitto Becky Lynch in uno Steel Cage match, difendendo con successo il WWE SmackDown Women's Championship grazie all'intervento de "La Luchadora" che, smascherata in seguito da Becky, si è rivelata essere Mickie James. A seguito di numerosi match di coppia tra le due, il 7 febbraio è stato annunciato un match per Elimination Chamber tra Becky Lynch e Mickie James.
Nella puntata di SmackDown del 10 gennaio Kalisto ha sconfitto Dolph Ziggler ma è stato brutalmente attaccato da quest'ultimo, che ha attaccato anche Apollo Crews, giunto in aiuto del wrestler mascherato. Nelle successive puntate di SmackDown del 24 e 31 gennaio Ziggler ha avuto la meglio su Kalisto ed è stato nuovamente attaccato da Apollo Crews. Nella puntata di SmackDown del 7 febbraio Crews ha sconfitto Ziggler e, poiché questi ha attaccato sia Crews che Kalisto nel post match, è stato sancito per Elimination Chamber un 2-on-1 Handicap match tra Apollo Crews e Kalisto contro Dolph Ziggler.
Nella puntata di SmackDown del 24 gennaio, a seguito di alcune tensioni interne alla Wyatt Family, Randy Orton ha sconfitto Luke Harper, il quale è stato anche attaccato dal suo mentore Bray Wyatt nel post match con la Sister Abigail. Nella puntata di SmackDown del 31 gennaio Harper ha effettuato un turn face, alleandosi con il WWE Champion John Cena ma i due sono stati sconfitti da Bray Wyatt e Randy Orton. Il 7 febbraio è stato annunciato un match tra Luke Harper e Randy Orton per Elimination Chamber.
Il 10 febbraio è stato annunciato un incontro per il Kick-off di Elimination Chamber, ossia Curt Hawkins contro Mojo Rawley.

## Risultati
| #       | Incontri                                                                               | Stipulazioni                                                      | Durata |
| ------- | -------------------------------------------------------------------------------------- | ----------------------------------------------------------------- | ------ |
| Kickoff | Mojo Rawley ha sconfitto Curt Hawkins                                                  | Single match                                                      | 08:05  |
| 1       | Becky Lynch ha sconfitto Mickie James                                                  | Single match                                                      | 11:40  |
| 2       | Apollo Crews e Kalisto hanno sconfitto Dolph Ziggler                                   | Two-on-one handicap match                                         | 07:20  |
| 3       | Gli American Alpha (c) hanno vinto eliminando per ultimi gli Ascension                 | Tag team turmoil match per il WWE SmackDown Tag Team Championship | 21:10  |
| 4       | Natalya vs. Nikki Bella è terminato in no-contest                                      | Single match                                                      | 13:40  |
| 5       | Randy Orton ha sconfitto Luke Harper                                                   | Single match                                                      | 17:15  |
| 6       | Naomi ha sconfitto Alexa Bliss (c)                                                     | Single match per il WWE SmackDown Women's Championship            | 08:20  |
| 7       | Bray Wyatt ha sconfitto AJ Styles, Baron Corbin, Dean Ambrose, John Cena (c) e The Miz | Elimination chamber match per il WWE Championship                 | 34:20  |

### Tag team turmoil match
| #         | Coppia                                          | Ingresso | Eliminati da              | Tempo |
| --------- | ----------------------------------------------- | -------- | ------------------------- | ----- |
| 1°        | Breezango (Fandango e Tyler Breeze)             | 2°       | Heath Slater e Rhyno      | 04:30 |
| 2°        | The Vaudevillains (Aiden English e Simon Gotch) | 3°       | Heath Slater e Rhyno      | 06:45 |
| 3°        | Heath Slater e Rhyno                            | 1°       | Jey Uso e Jimmy Uso       | 09:45 |
| 4°        | The Usos (Jey Uso e Jimmy Uso)                  | 4°       | Chad Gable e Jason Jordan | 15:20 |
| 5°        | The Ascension (Konnor e Viktor)                 | 6°       | Chad Gable e Jason Jordan | 21:10 |
| Vincitori | American Alpha (c) (Chad Gable e Jason Jordan)  | 5°       | —                         | 21:10 |

### Elimination chamber match
| #         | Wrestler      | Ingresso | Eliminato da | Tempo |
| --------- | ------------- | -------- | ------------ | ----- |
| 1°        | Baron Corbin  | 5°       | Dean Ambrose | 18:50 |
| 2°        | Dean Ambrose  | 3°       | The Miz      | 20:35 |
| 3°        | The Miz       | 6°       | John Cena    | 23:25 |
| 4°        | John Cena (c) | 1°       | Bray Wyatt   | 29:00 |
| 5°        | AJ Styles     | 2°       | Bray Wyatt   | 34:20 |
| Vincitore | Bray Wyatt    | 4°       | —            | 34:20 |